# Храм преподобного Серафима Саровского (Пханган)
Храм преподобного Серафима Саровского — храм Таиландской епархии Русской православной церкви, расположенный в городе Тонг Сала на острове Пханган в Королевстве Таиланд.

## История
28 марта 2009 года Представитель Русской Православной Церкви (Московский Патриархат) в Королевстве Таиланд игумен Олег (Черепанин) по приглашению православных верующих посетил с пастырским визитом остров Самуи, где основал православный приход в честь Вознесения Господня. Кроме острова Самуи новый приход включил в себя острова Панган и Тао.
2 марта 2015 года пастырское совещание священнослужителей в Королевстве Таиланд в том числе одобрило принятие в дар участка земли под строительство православного храма на о. Панган.
По свидетельству иерея Алексея Головина, настоятеля Вознесенского храма на о. Самуи, несущему духовное попечение и о православных верующих на Пангане, к тому моменту постоянное количество проживающих на острове Панган русскоязычной диаспоры насчитывало около 400 человек. В туристический сезон их количество возрастало до 2,000-2,500 человек. С каждым годом увеличивалось количество постоянно живущих и отдыхающих на острове Панган. В своём рапорте Представителю Русской Православной Церкви в Таиланде архимандриту Олегу (Черепанину) иерей Алексей Головин, основываясь на данных своей пастырской деятельности на острове Панган, подчеркнул необходимость строительства там храма для обеспечения нормальной духовной жизни.
1-2 марта 2016 года Представитель Русской Православной Церкви в Таиланде архимандрит Олег (Черепанин) в сопровождении настоятеля Вознесенского храма на острове Самуи иерея Алексея Головина посетил с рабочим визитом остров Панган для оценки целесообразности строительства на острове православного храма и покупки, в связи с этим, участка земли. По итогам встречи с православными верующими на Пангане, учитывая мнение иерея Алексея Головина и личное ознакомление с ситуацией, архимандрит Олег констатировал: «1. На Пангане достаточно большое русскоязычное сообщество, состоящее, как из постоянного проживающих на острове, так и находящихся там сезонно. Большое количество туристов, в том числе и из православных стран ежегодно посещают остров. 2. Панган — динамично развивающееся курортное место Таиланда. На сегодняшний день на острове более 400 гостиниц, интернациональная школа, строиться международный аэропорт. 3. На острове имеются католические и протестантские храмы, мечеть, буддийские ваты.» Ввиду того, что на тот момент велось строительство Духовного училища на Пхукете, храм великомученика Георгия Победоносца в Пномпене, реконструкция храма всех Святых в Паттайе, окончательное решение о покупке земли на Пангане и последующем строительстве там православного храма будет принято после обсуждения этого вопроса с благотворителями и жертвователями.
21 апреля 2016 года Председатель Комитета Фонда Православной Церкви в Таиланде протоиерей Данай (Даниил) Ванна, посетил остров Панган, где приобрёл в церковную собственность участок земли размером 1376 квадратных метров городе Тонг Сала на расстоянии 2-х километров от морского пирса и пересечении двух дорог, ведущих к пляжам и курортам острова. Стоимость покупки составила 3,829,000 таийских бат (ок. 110,000 долл. США).. Некоторые благодетели и жертвователи православных храмов в Таиланде выразили желание поддержать данный проект и принять участие в строительстве храма прп. Серафима Саровского на Пангане.
19 мая 2016 года Патриарх Московский и всея Руси Кирилл написал резолюцию на рапорте: «Благословляю начало строительства храма в честь прп. Серафима Саровского на о. Панган (провинция Сураттхани, Королевство Таиланд). Благодарю за труды и заботу о духовном окормлении русскоязычной диаспоры, проживающей в регионе. Благословение Божие да пребудет с Вами, клиром и всей паствой приходов и общин Московского Патриархата в Таиланде, Камбодже и Лаосе». Все это послужило основанием для Представительства Русской Православной Церкви в регионе, Фонда Православной Церкви в Таиланде начать строительство храма Божия в честь великого угодника Божия, молитвенника за весь мир — преподобного Серафима Саровского.
22 июля 2016 года по просьбе православных верующих, проживающих на Пангане, состоялось очередное богослужение на площадке строящегося на острове храма в честь преподобного Серафима Саровского, которое совершил настоятель Вознесенского храма острове Самуи иерей Алексей Головин, который также ознакомился с ходом строительных работ. Следующее богослужение на о. Панган назначено в престольный праздник строящегося храма — день памяти прп. Серафима Саровского. Учитывая активность небольшой православной общины на о. Панган, Представитель Русской Православной Церкви в Таиланде архимандрит Олег (Черепанин) принял решение передать на вечное хранение в строящийся храм ковчега с частицей св. мощей прп. Серафима Саровского из Свято-Николаевского собора г. Бангкока. До завершения строительства храма на Пангане, святыня будет пребывать в ближайшем к Пангану Вознесенском храме на о. Самуи.
1 августа 2016 года иерей Алексей Головин посетил о. Панган, где в ответ на просьбу местной патвы, совершил Божественную Литургию на месте строящегося храма в честь прп. Серафима Саровского.
В сентябре 2017 гола строительство храма было завершено. Но ещё до его завершения в строящийся храм постоянно заходили помолиться верующие.
29 октября 2017 года архимандрит Олег (Черепанин) совершил малое освящение Серафимовского храма на острове и затем первую Божественную Литургию в нём. Архимандриту Олегу сослужили: протоиерей Даниил Ванна, иерей Алексей Головин, иеромонах Серафим (Васильев), диакон Константин Иващенко и почетный гость — протоиерей Василий Биляк, благочинный Первого Дарницкого благочиния города Киева и настоятель храма Рождества Христова.
10 декабря 2017 года руководитель Управления Московской Патриархии по зарубежным учреждениям епископ Звенигородский Антоний совершил великое освящение храма и возглавил служение в новоосвященном храме Божественной Литургии. Как отмечается посольства России в Таиланде: «Освящение этого красивого, уютного храма было тщательно подготовлено представительством РПЦ в Таиланде и восторженно встречено верующими»
7 марта 2018 года Священный Синод Русской православной церкви включил приход в состав благочиния приходов Русской Православной Церкви Московского Патриархата в Королевстве Таиланд.